# Zofia z Zamiechowa
Zofia z Zamiechowa herbu Gryf (zm. w 1635) – polska szlachcianka. Jej pierwszym mężem był Jan Golski (jego brat Stanisław Golski był właścicielem m.in. miast Buczacza, Podhajec i Czortkowa), kolejnymi Stanisław Lanckoroński (zm. 1617, kasztelan halicki, wojewoda podolski) oraz Janusz Tyszkiewicz Skumin. Jako spadkobierca Stanisława i Jana Golskich miała zatarg z księciem Janem Jerzym Radziwiłłem z powodu spustoszenia przez żołnierzy Stanisława Golskiego dóbr (mianowicie Koryszczów, Kapuściana, Śnietkowce i Połowce) małżonki księcia Eleonory z Ostrogskisch (wdowy wojewody podolskiego Hieronima Jazłowieckiego). W 1616 Zofia z Zamiechowa już jako wdowa po Janie Golskim sprzedała miasto Czortków Stefanowi Potockiemu. Została fundatorką kościoła Trójcy Świętej w Podhajcach, w podziemiach którego została pochowana.